# Iaeグローバルジャパン
iaeグローバルジャパン株式会社（iae GLOBAL Japan Inc.）は、iaeホールディングス株式会社を親会社に持つ留学生の支援、リクルートを行う日本の株式会社である。iaeグループは、iae GLOBALのブランドで世界16ヵ国で留学支援事業を展開している。

## 企業概要
2014年に日本の投資ファンド運営会社ニューホライズンキャピタル株式会社の投資によりiaeグローバルグループの日本支社として設立される。語学学校から大学まで700を超える教育機関と提携し、留学生の支援を行っている。グループ全体では、世界16の国・地域のオフィスで年間2万人を超える留学生の支援を行う。

## 沿革
- 1992年 - iaeグローバルの前身であるiae Eduhouse Inc.が韓国・ソウルに創設。
- 1993年 - オーストラリア・シドニーにサポート・オフィスが設立。
- 1995年 - カナダ・トロントに北米サポート・オフィスを設立。
- 2000年 - ニュージーランド・オークランドにサポート・オフィスを設立。
- 2006年 - 香港にiaeグローバルを設立し同ブランドで世界展開を開始。
- 2008年 - イギリス・ロンドンにサポート・オフィスを設立。
- 2014年 - 日本の投資ファンド運営会社ニューホライズンキャピタル株式会社の投資を受けiaeホールディングス株式会社を持ち株会社とする体制に移行。
- 2014年 - 日本支社を設立し日本における事業を開始

## 加盟団体
- ICEF - 正会員
- ALTO (Association of Language Travel Organization) - 正会員
- AIRC (American International Recruitment Council)  - 認定会員
- English UK - 認定パートナー
- Quality English - 認定パートナー